# Hans Staden
Hans Staden, né vers 1525 à Homberg (Efze) et décédé en 1579, est un soldat et un aventurier allemand.
Lors d’un voyage en Amérique du Sud, le navire espagnol sur lequel il était embarqué s’échoua près de l’île de Saint-Vincent au large du Brésil et il fut fait prisonnier par une tribu tupinamba qui pratiquait l’anthropophagie rituelle. Il resta neuf mois captif des Tupinamba qui promettaient régulièrement de le dévorer. Il put toutefois s’échapper et retourner en Europe en 1555 pour écrire le récit de ses aventures. Son livre intitulé en allemand Warhaftig Historia und beschreibung eyner Landtschafft der Wilden [...], généralement connu au Brésil sous le titre de Duas viagens no Brasil, et en France sous celui de Nus, féroces et anthropophages), parut en 1557 à Marbourg et connut aussitôt un vif succès. Il fut traduit en latin et dans plusieurs langues européennes (français, anglais, néerlandais et portugais).
Pour les ethnographes, ce témoignage est, avec l’ouvrage Les Singularités de la France Antarctique publié la même année d’André Thevet, un des textes fondateurs de l’ethnographie sud-américaine. « Admirablement présenté, avec toutes les illustrations de l’édition originale, un des témoignages les plus sensationnels et certainement le plus pittoresque que nous possédions sur les Indiens du Nouveau Monde à l’époque de la découverte » dira Claude Lévi-Strauss (Lettre à l'éditeur).
Le livre comprend dans une première partie le récit plein de suspense de ses mésaventures. Dans une seconde partie, il donne une description méthodique des mœurs et coutumes de ses ravisseurs.

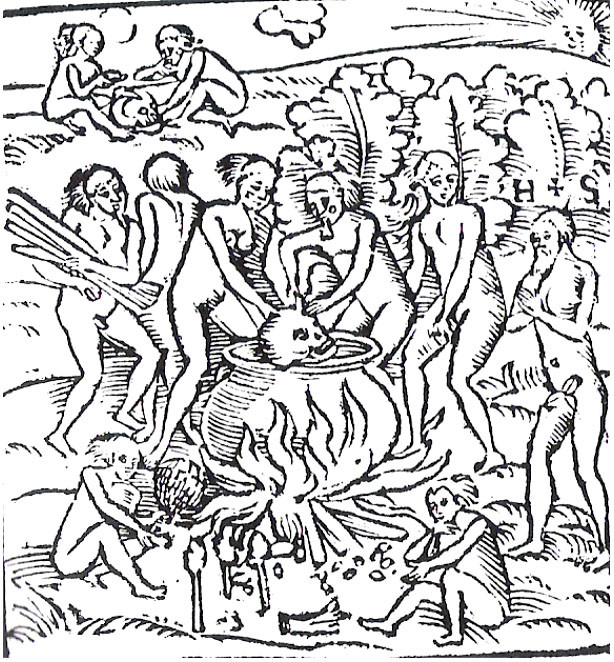
Festin cannibale chez les Tupinamba.

Le cœur du récit se situe après sa capture, lorsqu’il est emmené dans le village de la tribu.
« Dans cette autre cabane, ils recommencèrent à m’accabler d’outrages : le fils du roi s’amusa à me lier les jambes et à me faire sauter à pieds joints dans la cabane. Ils se mirent à rire et me dire « Viens manger avec nous, sauteur ». Je demandais à mon maître si on allait me tuer. Il me répondit que non, mais que c’était leur habitude de traiter ainsi les esclaves. Ils me délièrent enfin, et commencèrent à me tâter de tous côtés : l’un disait qu’il voulait avoir la tête, l’autre le bras, l’autre la jambe » (chap 28)
Quelques jours plus tard, les Indiens le conduisent à une fête où ils dévorent un prisonnier. Mais il réussit à gagner le respect et la crainte des Indiens en les convainquant qu’il a un dieu très puissant qui peut intervenir pour guérir les malades ou éviter les orages Les Indiens accepteront finalement de le vendre à un navire français.
L'historien Jorge Caldeira dans son ouvrage História da Riqueza no Brasil, présente une version bien différente de cet épisode. Hans Staden fut considéré comme un guerrier valeureux par les indiens; il devait être donc ingéré pour que  sa force et son courage passent à ses géoliers - ce qui était une pratique traditionnelle. Mais Hans Staden se serait mis à pleurer à l'heure de son exécution et les indiens répugnèrent à le manger car ils ne voulaient pas que sa couardise leur soit transmise. Il devint donc esclave.
La dernière partie est un témoignage ethnographique d’une modernité remarquable. Le rituel anthropophagique est décrit avec recul, sans indignation morale.
Le film de Nelson Pereira dos Santos, Como Era Gostoso o meu Francês (Qu'il était bon mon petit Français) sorti en 1971, est inspiré par le récit de Hans Staden. En 1999, un second film est basé sur la même histoire : Hans Staden (pt), du Brésilien Luiz Alberto Pereira (pt).